# Albert Prince-Cox
Albert James Prince-Cox (né le 8 août 1890 à Southsea et mort le 26 octobre 1967) était un footballeur, entraîneur et arbitre anglais de football. De plus, il était boxeur et météorologue.

## Football
Albert Prince-Cox fut joueur de football à Gloucester City, mais sa carrière ne connut pas d'apogée. 
Il devint ensuite entraîneur : tout d'abord d'octobre 1930 à octobre 1936 l'entraîneur des Bristol Rovers. Il remporta la Football League Third Division South Cup en 1935. Il a donné le surnom du club « The Pirates », qui est encore utilisé de nos jours. Il entraîna ensuite Gloucester City de 1938 à 1940. 
En parallèle, il eut une carrière d'arbitre, arbitrant 32 matchs internationaux dans 15 pays dans les années 1920. Par exemple, il arbitra lors de la Coupe des nations de football 1930.

## Autres activités
Mis à part le football, il était boxeur. 
Membre de la Royal Meteorological Society, il était la personne qui délivrait les nouvelles du temps au roi George VI du Royaume-Uni, au palais de Buckingham.